# 中国共产党中央军事委员会东北分会
中国共产党中央革命军事委员会东北分会（简称“东北军分会”、“东北军分委”）是1948年中共中央军事委员会在东北的派出军事领导机构。

## 历史
1947年5月下旬，东北解放战争转入全面反攻阶段，中共中央对东北党政军领导机构做了调整。东北局委员除原有的中央委员、候补中央委员20人外，增加6人，由26人组成中共东北局委员会；成立中共中央军委东北军分会，主席林彪，副主席罗荣桓，委员有高岗（兼任东北民主联军副政委）、谭政（东北民主联军政治部主任）、刘亚楼（东北民主联军参谋长）、萧劲光（东北民主联军副司令员兼辽东军区司令员）、程子华（冀察热辽军区司令员兼政委）；成立东北行政委员会党委会，书记陈云；成立以陈云为主任、李富春为副主任的东北财经委员会。
1948年8月5日，中央副主席兼总参谋长周恩来批示（军委一局局长）李涛复中央军委东北军分会电，同意东北野战军成立炮兵纵队，在东北军区司令部下设炮兵司令部，以朱瑞为炮兵司令。
辽沈战役后，经中央军委批准，1948年11月13日以中央军委东北军分委主席林彪和副主席罗荣桓的名义，下达了东北野战军纵队改称军并授予番号的命令。